# Landschaftsschutzgebiet Röhrtal zwischen Sundern und Endorfer Mühle

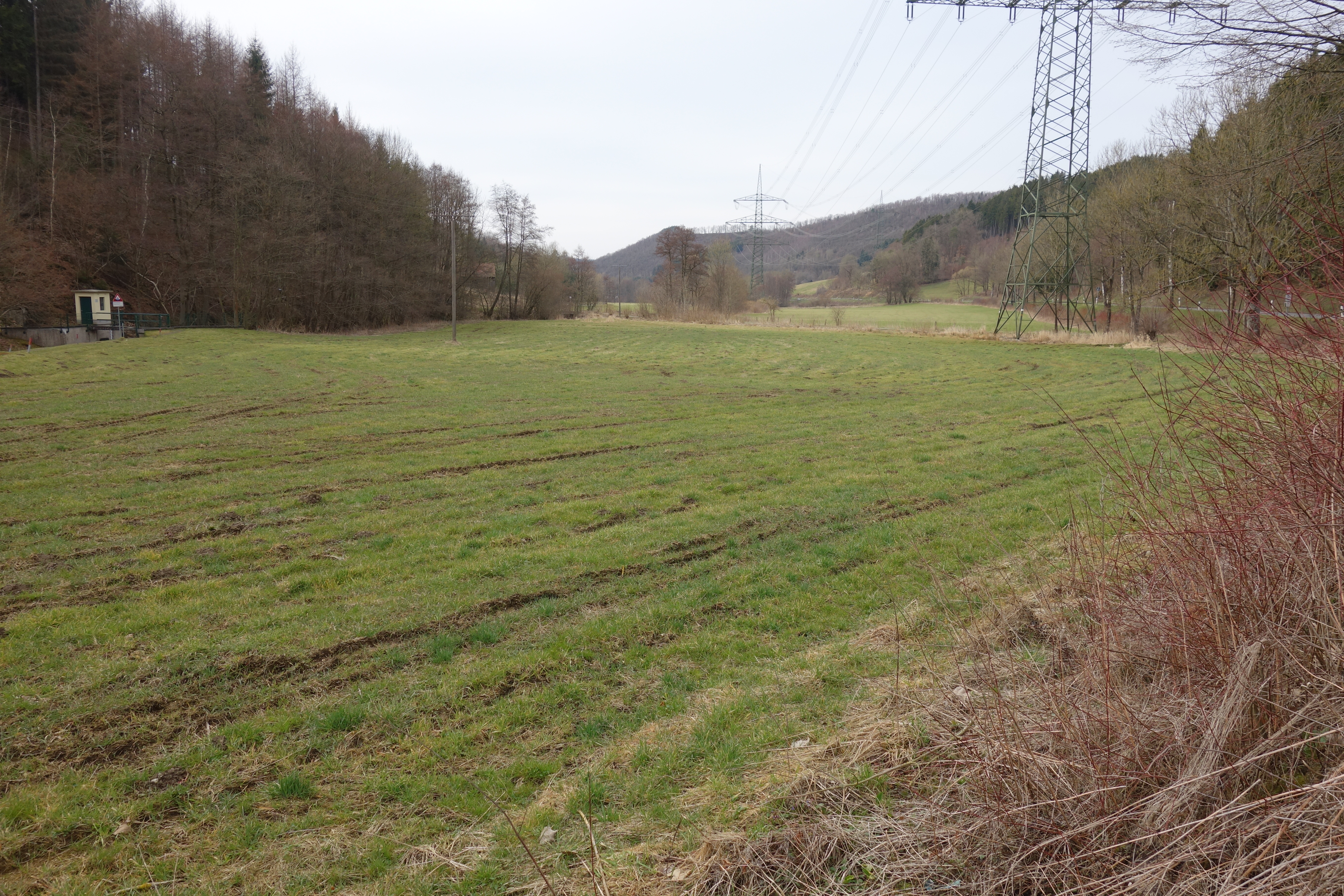
Röhrtal nördlich Endorfer Mühle

Das Landschaftsschutzgebiet Röhrtal zwischen Sundern und Endorfer Mühle mit 17,8 ha Flächengröße liegt zischen Endorf und Sundern im Hochsauerlandkreis.  Es wurde 1993 mit dem Landschaftsplan Sundern durch den Kreistag des Hochsauerlandkreises erstmals mit dem Namen Landschaftsschutzgebiet Röhrtal zwischen Recklinghausen und Endorfer Mühle als Landschaftsschutzgebiet (LSG) mit einer Flächengröße von 15,92 ha ausgewiesen. Bei der Neuaufstellung des Landschaftsplanes Sundern wurde es mit verändertem Namen als Landschaftsschutzgebiet vom Typ C, Wiesentäler und bedeutsames Extensivgrünland, erneut ausgewiesen und etwas vergrößert. Das LSG grenzt direkt an den Siedlungsraum und gehört zum Naturpark Sauerland-Rothaargebirge.

## Beschreibung
Das Landschaftsschutzgebiet grenzt an die Bebauung von Endorfer Mühle, Recklinghausen (Sundern) und Sundern. Das LSG umfasst Grünlandflächen im Talraum der Röhr. Die Röhr ist im LSG naturnah, aber durch mehrere Querbauwerke beeinträchtigt. Das Grünland ist überwiegend intensiv genutzt.

## Schutzzweck
Die Ausweisung erfolgte zur Sicherung und Erhaltung der natürlichen Erholungseignung und der Leistungsfähigkeit des Naturhaushaltes gegenüber den vielfältigen zivilisatorischen Ansprüchen an Natur und Landschaft. Das LSG dient der Ergänzung bzw. Pufferzonenfunktion der strenger geschützten Teile dieses Plangebietes durch den Schutz ihrer Umgebung vor Einwirkungen, die den herausragenden Wert dieser Naturschutzgebiete und Schutzobjekte mindern könnten und Sicherung der Kohärenz und Umsetzung des europäischen Schutzgebietssystems Natura 2000.

## Rechtliche Vorschriften
Wie in den anderen Landschaftsschutzgebieten vom Typ C im Stadtgebiet besteht im LSG ein Verbot, Bauwerke zu errichten. Vom Verbot ausgenommen sind Bauvorhaben für Gartenbaubetriebe, Land- und Forstwirtschaft. Die Untere Naturschutzbehörde kann Ausnahme-Genehmigungen für Bauten aller Art erteilen. Wie in den anderen Landschaftsschutzgebieten vom Typ B in Sundern besteht im LSG ein Verbot der Erstaufforstung und Weihnachtsbaum-, Schmuckreisig- und Baumschul-Kulturen anzulegen. Grünland und Grünlandbrachen dürfen nicht in Acker oder andere Nutzungen umgewandelt werden.